# Maximum Carnage
Maximum Carnage (en español Matanza Máxima) es un crossover ficcional de serie limitada publicado en 1993 por la editorial Marvel Comics, compuesta por catorce capítulos que se compone a partir de los eventos ligados con Carnage durante las series del Hombre araña.
Fue escrita por Tom DeFalco, J. M. DeMatteis, Howard Mackie, David Michelinie y Terry Kavanagh e ilustrado por Sal Buscema, Mark Bagley, Saviuk Alex, Ron Lim y Tom Lyle.

## Argumento
Durante el primer episodio donde figura Carnage, el extraterrestre simbionte que dio a Eddie Brock el poder de Venom generó un hijo. Esta criatura se volvió un asesino serial al unirse a Cletus Kasady, y ambos iniciaron una sangrienta trayectoria en  la ciudad de Nueva York. Carnage fue derrotado, sin embargo, su ente simbionte renació.
El demente Kasady fue encarcelado en el Psiquiátrico Ravencroft. Sin embargo, en su corta aparición reveló que el extraterrestre había mutado su sangre para generar una copia del simbionte. El asesino escapó, liberando otros superhumanos y reuniendo una "familia" de asesinos a su alrededor. Finalmente, centran su mirada en Nueva York.
Durante la embestida asesina que vino a continuación, Carnage reclutó a Shriek, Doppelganger, DemoDuende y Carroña  para hacerles una oferta, aterrorizando Nueva York con sus retorcidos "valores familiares". Cientos de personas inocentes fueron asesinadas. Spider-Man y Venom se vieron obligados a detener a este grupo juntos, ayudados por héroes como el Capitán América, Gata Negra, Nightwatch, Capa y Puñal, Puño de Hierro, Morbius y Estrella de Fuego. Sin embargo, hubo muchos conflictos en este grupo debido a la oposición del deseo de Venom de detener a Carnage y  el de Spider-Man, quien no quería sacrificar más vidas.
Pese a eso, las luchas internas en el grupo de los villanos y el exitoso desempeñó de los héroes ayudaron a la derrota de Carnage. Fingiendo su muerte cubriendo una de sus víctimas con su traje de simbionte, despistó a todos los héroes, excepto a Spider-Man y Venom. Ambos siguieron su rastro hasta acorralarlo en un cementerio. Debilitado por el combate, Spider-Man fue salvado por Gata Negra. Aprovechando su aparición, Venom arrojó a Carnage en un generador eléctrico, incinerándolo antes de desaparecer.

## Publicaciones
Orden de publicación
- Parte 1: Spider-Man Unlimited (1993) - #1, "Carnage Rising"
- Parte 2: Web of Spider-Man (1985) - #101, "Darklight"
- Parte 3: The Amazing Spider-Man (1963) - #378, "Demons on Broadway"
- Parte 4: Peter Parker: Spider-Man (1990) - #35, "Team Venom"
- Parte 5: The Spectacular Spider-Man (1976) - #201, "Over the Line!"
- Parte 6: Web of Spider-Man (1985) - #102, "Sinking Fast"
- Parte 7: The Amazing Spider-Man (1963) - #379, "The Gathering Storm"
- Parte 8: Peter Parker: Spider-Man (1990) - #36, "Hate is in the Air"
- Parte 9: The Spectacular Spider-Man (1976) - #202, "The Turning Point"
- Parte 10: Web of Spider-Man (1985) - #103, "Sin City"
- Parte 11: The Amazing Spider-Man (1963) - #380, "Soldiers of Hope"
- Parte 12: Peter Parker: Spider-Man (1990) - #37, "The Light!"
- Parte 13: The Spectacular Spider-Man (1976) - #203, "War of the Heart!"
- Parte 14: Spider-Man Unlimited (1993) - #2, "Conclusión: The Hatred, The Horror, and The Hero!"

## En otros medios

### Película
- Maximum Carnage, así como el arco argumental de la serie animada de Spider-Man de 1994, The Venom Saga (1996), sirven como inspiración principal para la película de 2021 Venom: Let There Be Carnage.[2]

### Videojuegos
- Esta historia sirvió como base para el videojuego Spider-Man and Venom: Maximum Carnage de LJN de 1994, que se lanzó para las plataformas de videojuegos Genesis y Super NES.

### Pinball
- El modo mago de la adaptación de pinball virtual de Zen Studios del personaje de Marvel Comics, Venom, lleva el nombre de la historia del cómic, que representa los esfuerzos de Spider-Man, Venom, Capitán América, Deathlok y Dagger para derrotar a Carnage.[3][4][5][6]

### Juguetes
- Toy Biz lanzó una línea de figuras de acción para capitalizar el éxito del crossover. La línea presentaba a Spider-Man, Venom y Carnage.[7]

### Parque temático
- Durante Halloween Horror Nights 12 en Islands of Adventure de Universal Orlando, Marvel Super Hero Island se convirtió en una zona de terror basada en el arco de la historia y se creó una casa embrujada llamada Maximum Carnage. En esta versión, Carnage ha matado a todos los superhéroes de Marvel que vinieron después de él, lo que ha provocado que bandas criminales corran por las calles. Ciertos elementos le daban a la isla la apariencia de que superhéroes famosos lucharon (y perdieron) en el escenario, lo que resultó en su muerte.